# MÁV TIVb
Die MÁV TIVb waren Zahnrad-Tenderlokomotiven der ungarischen Staatsbahnen (MÁV).

## Geschichte
1896 lieferte die Lokomotivfabrik Floridsdorf an die Ungarische Staatsbahn (MÁV) drei Stück Zahnrad-Tenderlokomotiven für deren Zahnradbahnstrecke Zólyombrezó–Erdőköz–Tiszole (heute: Podbrezová–Pohronská Polhora–Tisovec/Slowakei), die Steigungen bis zu 50 ‰ aufweist. Im Jahr 1900 wurde noch ein Stück nachgeliefert.
Nach 1918 lag die Strecke, auf der die Lokomotiven eingesetzt wurden, auf dem Staatsgebiet der neu gegründeten Tschechoslowakei. Die Tschechoslowakischen Staatsbahnen (ČSD) reihten die vier Fahrzeuge als Baureihe 403.5 in ihr Schema ein. Sie blieben bis zu ihrer Ablösung durch moderne Diesellokomotiven der ČSD-Baureihe T 426.0 im Jahr 1962 in Betrieb.

## Technische Merkmale
Die Maschinen nach dem System Abt waren vierfach gekuppelt und hatten ein nachlaufendes Kamper-Drehgestell mit zwei Achsen, das den Tenderteil unterstützte.
Außerdem hatten sie Innenrahmen und Außentriebwerk für den Reibungsbetrieb sowie Innentriebwerk für den Zahnradbetrieb. In beiden Fällen kam eine Heusinger-Steuerung zur Anwendung.
Im Reibungsbetrieb erreichten sie 25 km/h, im Zahnradbetrieb 12 km/h.
Auf der Zahnradstrecken konnten sie 129 t befördern.